# Joaquín Gutiérrez Acha
Joaquín Gutiérrez Acha (Madrid, 22 de maig de 1959) és un naturalista, director, productor i càmera de documentals de naturalesa. Ha estat el primer documentalista espanyol a treballar per a les companyies de documentals més importants del món com: National Geographic Channel, BBC (Natural History Unit), Survival Anglia Televisión, Terra Mater Factual Studios, Canal+ (Espanya), Canal + França, Parthenon Entertainment, etc.
Els seus programes han aconseguit una gran repercussió en el mercat internacional de documentals aconseguint nombrosos premis i sent emesos per televisions de tot el món.
Com a naturalista funda amb del seu soci el veterinari José Luis Méndez, el primer centre d'extracció de verí a Espanya, “Bitis Reptilarium”, inaugurat el 1987 i dedicat a la cria de serps verinoses per a l'extracció de verí per a la recerca mèdica i la creació d'antídots, a més de realitzar una àmplia campanya de divulgació científica sobre aquests rèptils publicant les seves recerques i fotografies en revistes nacionals com Quercus i Natura.
Com a fotògraf de naturalesa comença la seva marxa als vint anys treballant com a reporter per a les revistes de naturalesa més importants del sector (Periplo, Geo, Natura, Quercus...) realitzant els seus propis textos i fotografies. Obté diferents premis de fotografia i aconsegueix més de vint portades.
El seu arxiu fotogràfic és comercialitzat per la prestigiosa Agència Britànica OSF (Oxford Scientific Films) i el seu arxiu d'imatges en moviment és comercialitzat per National Geographic Digital Motion.
És membre de la IAWF (International Association of Wildlife Filmmakers). Associació Internacional de Cineastes de Vida Salvatge. El 2013 fou nominat al Goya a la millor pel·lícula documental i va guanyar el Medalla del CEC al millor documental per Guadalquivir.

## Filmografia
- Dehesa, el bosque del lince ibérico (2020)[3]
- La vie sauvage dans la Cordillère cantabrique (2018)
- Cantábrico, los dominios del oso pardo (2017)[4]
- Guadalquivir (2013)
- La guerra del fuego (curtmetratge, 2005)
- Lince ibérico. El cazador solitario (telefilm documental, 2004)
- Las montañas del lobo (telefilm documental, 2003)